# ダメージ関連分子パターン
ダメージ関連分子パターン（英: damage-associated molecular patterns、DAMP）は、危険関連分子パターン、危険信号、およびアラーミンとも呼ばれ、非感染性の炎症反応を開始し、永続化できる宿主生体分子である。例えば、これらは損傷した細胞または死滅した細胞から放出され、パターン認識受容体（PRR）と相互作用することにより自然免疫系を活性化する。対照的に、病原体関連分子パターン（PAMP）は、感染性病原体誘導性炎症反応を開始し、永続化させる。多くのDAMPは、細胞内機能が定義された核内または細胞質タンパク質であり、組織損傷後に細胞外に放出されると、還元性環境から酸化性環境へと移行し、機能変性をもたらす。これらのDAMPの他にも、ECM（細胞外マトリックス）、ミトコンドリア、顆粒、ER（小胞体）、形質膜など、さまざまな供給源に由来する他のDAMPが存在する。

## 概要
これらのDAMPとその受容体を次のように特徴づけることができる。 
| 起源       |                | 主要なDAMP                        | 受容体                         |
| ---------- | -------------- | --------------------------------- | ------------------------------ |
| ECM        |                | ビグリカン                        | TLR2, TLR4, NLRP3              |
|            |                | デコリン                          | TLR2, TLR4                     |
|            |                | バーシカン                        | TLR2, TLR6, CD14               |
|            |                | LMWヒアルロン酸                   | TLR2, TLR4, NLRP3              |
|            |                | ヘパラン硫酸                      | TLR4                           |
|            |                | フィブロネクチン（EDAドメイン）   | TLR4                           |
|            |                | フィブリノーゲン                  | TLR4                           |
|            |                | テネイシンC                       | TLR4                           |
| 細胞内区画 | サイトゾル     | 尿酸                              | NLPR3, P2X7                    |
|            |                | S100タンパク質                    | TLR2, TLR4, RAGE               |
|            |                | HSP (熱ショックタンパク質)        | TLR2, TLR4, CD91               |
|            |                | ATP                               | P2X7, P2Y2                     |
|            |                | F-アクチン                        | DNGR-1                         |
|            |                | シクロフィリンA                   | CD147                          |
|            |                | アミロイドβ (Aβ)                  | TLR2, NLRP1, NLRP3, CD36, RAGE |
|            | 細胞核         | ヒストン                          | TLR2, TLR4                     |
|            |                | HMGB1                             | TLR2, TLR4, RAGE               |
|            |                | HMGN1                             | TLR4                           |
|            |                | IL-1α                             | IL-1R                          |
|            |                | IL-33                             | ST2                            |
|            |                | SAP130                            | Mincle                         |
|            |                | DNA                               | TLR9, AIM2                     |
|            |                | RNA                               | TLR3, TLR7, TLR8, RIG-I, MDAS  |
|            | ミトコンドリア | mtDNA                             | TLR9                           |
|            |                | TFAM                              | RAGE                           |
|            |                | ホルミルペプチド                  | FPR1                           |
|            |                | mROS                              | NLRP3                          |
|            | ER             | カルレティキュリン                | CD91                           |
|            | 顆粒           | ディフェンシン                    | TLR4                           |
|            |                | カテリシジン（LL37）              | P2X7, FPR2                     |
|            |                | EDN（好酸球由来ニューロトキシン） | TLR2                           |
|            |                | グラニュライシン                  | TLR4                           |
|            | 原形質膜       | シンデカン                        | TLR4                           |
|            |                | グリピカン                        | TLR4                           |

ヌクレオチド分子の例として、腫瘍細胞のDNAは壊死（細胞死の一種）の際に放出され、DAMPとして認識される可能性がある。

## 歴史
1994年に発表された2つの論文は、自然免疫反応性のより深い理解を予見し、適応免疫反応のその後の性質を決定づけるものであった。第一の論文は、移植外科医による前向き無作為化二重盲検プラセボ対照試験である。死体腎同種移植片の受容者における組換えヒトスーパーオキシドディスムターゼ（rh-SOD）の投与により、急性および慢性拒絶反応の両方の事象が改善され、患者および移植片生着期間が延長したことが示された。この効果は、腎移植片の初期の虚血／再灌流障害に対する抗酸化作用と関連し、それによって移植片や「グレイトフルデッド」やストレスを受けた細胞の免疫原性を低下させているのではないかと推測された。このように、フリーラジカルが媒介する再灌流傷害は、自然免疫応答およびその後の適応免疫応答のプロセスに寄与していると考えられた。
第二の論文では、他の組織に由来するポジティブとネガティブな信号の両方と協調して、ダメージ関連分子パターン分子（DAMP）と呼ばれる一連の方法を通じて、免疫系が「危険」を検知した可能性を示唆している。このようにして、これらの2つの論文は一緒になって、病原体に対する植物や動物の抵抗性や細胞の損傷やダメージへの応答のために重要なDAMPと酸化還元の役割についての現代的な意味を予見した。多くの免疫学者が、さまざまな「危険信号」が自然免疫応答を開始することができることを以前に指摘していたが、「DAMP」は、2004年にSeongとMatzingerによって最初に説明された。

## 例
DAMPは、細胞種（上皮系または間葉系）および損傷を受けた組織によって大きく異なる。
- タンパク質DAMPには、熱ショックタンパク質[8]またはHMGB1[9]などの細胞内タンパク質、およびヒアルロン酸断片などの組織損傷に続いて生成される細胞外マトリックスに由来する物質が含まれる[10]。
- 非タンパク質DAMPには、ATP[11][12]、尿酸[13]、ヘパラン硫酸およびDNAが含まれる[5]。

### ヒト

#### タンパク質DAMP
(1) HMGB1：HMGB1（High-mobility group box 1）は、HMGタンパク質ファミリーに属するタンパク質で、リソソームを介して造血細胞から分泌されるクロマチン関連LSP（リーダーレス分泌タンパク質）の原型である。HMGB1はエンドトキシンショックの主要なメディエーターであり、特定の免疫細胞によってDAMPとして認識され、炎症反応を誘発する。HMGB1は、TLR、TLR4、TLR9、RAGE（終末糖化産物受容体）に結合してNF-kB経路を活性化し、炎症を誘発することが知られている。また、HMGB1は、CD80、CD83、CD86、CD11cのアップレギュレーションを介して樹状細胞の成熟を誘発したり、骨髄系細胞における他の炎症性サイトカイン（IL-1、TNF-a、IL-6、IL-8）の産生を誘発したり、内皮細胞における細胞接着分子（ICAM-1、VCAM-1）の発現増加を誘発させる。
(2) DNAとRNA：核やミトコンドリア以外の場所にDNAが存在するとDAMPとして認識され、細胞の活性化や免疫反応を促進するTLR9やDAIを介した応答が誘発される。腸などの一部の組織は、免疫応答においてDNAによって阻害される（これは参考文献が必要であり、腸の働きを誤って解釈している可能性がある）。同様に、紫外線B(UVB)に暴露されたケラチノサイトから放出された損傷RNAは、無傷のケラチノサイト上のTLR3を活性化する。TLR3の活性化はTNF-αとIL-6の産生を刺激し、日焼けに伴う皮膚炎症を引き起こす。
(3) S100タンパク質：S100は、細胞内および細胞外の調節活動に関与するカルシウム調節タンパク質の多遺伝子ファミリーであり、がんや組織、特に神経細胞の損傷に関連している。その主な機能は、カルシウムの貯蔵とシャッフリングの管理である。それらは細胞の増殖、分化、遊走、エネルギー代謝などさまざまな機能を持つが、食細胞から放出された後、受容体（TLR2、TLR4、RAGE）と相互作用することでDAMPとしても作用する。
(4) 単糖類と多糖類：ヒアルロン酸断片を認識する免疫系の能力は、DAMPを糖類から作る方法の一例である。

#### 非タンパク質DAMP
プリン代謝物：細胞外空間に達しているヌクレオチド（ATPなど）とヌクレオシド（アデノシンなど）も、プリン受容体を介したシグナル伝達によって危険信号として機能する可能性がある。ATPとアデノシンは、壊死性細胞死で発生するように、細胞の壊滅的な破壊の後に高濃度で放出される。細胞外ATPは、P2X7受容体を介したシグナル伝達により、肥満細胞の脱顆粒を引き起こす。同様に、アデノシンは、P1受容体を介して脱顆粒を誘発する。尿酸はまた、損傷を受けた細胞から放出される内因性の危険信号でもある。プリン代謝物であるアデノシン三リン酸（ATP）と尿酸は、NLRファミリー、ピリンドメイン含有（NLRP）3インフラマソームを活性化してIL-1βおよびIL-18を誘導する。

### 植物
哺乳類のDAMPSと比較して、植物のDAMPは、より最近に受け入れられ、それほど広く研究されていない。植物に対応するものがある哺乳類のDAMPは多く存在する。
植物におけるDAMPの一例は、シロイヌナズナからのHMGBタンパク質AtHMGB3である。

## さまざまな疾患の臨床標的
理論的には、関節炎、がん、虚血再灌流、心筋梗塞、脳卒中などの障害を治療するために、この分野の治療法を応用することは、次のような選択肢が含まれる可能性がある。
- DAMP放出の防止
　[アポトーシス促進療法；プラチナ；ピルビン酸エチル]
- DAMPを細胞外で中和またはブロック
　[抗HMGB1;ラスブリカーゼ;sRAGEなど]
- DAMP受容体またはそのシグナル伝達の遮断
　[RAGE低分子アンタゴニスト；TLR4アンタゴニスト；DAMP-Rに対する抗体]
1. DAMPは、炎症性疾患および潜在的な治療標的のバイオマーカーとして使用できる。例えば、S100A8/A9の増加は、初期のヒトOA（変形性関節症）における骨棘の進行と関連しており、S100タンパク質がOAの進行性グレードを診断するためのバイオマーカーとして使用できることを示唆している。さらに、DAMPはがんの予後因子として有用である可能性がある。これにより患者の分類が改善され、DAMPで診断することで患者に適切な治療法を提供できるようになる。DAMPシグナル伝達の調節は、炎症を軽減し、疾患を治療するための潜在的な治療標的となりうる。たとえば、中和HMGB1抗体または切断HMGB1由来のA-boxタンパク質の投与は、コラーゲン誘発関節炎げっ歯類モデルにおける関節炎を改善した。また、HSP阻害剤を用いた臨床試験も報告されている。非小細胞肺がん（NSCLC）に対しては、HSP27、HSP70、HSP90阻害剤の臨床試験で調査されている。また、DnaJ（HSP40）由来の合成ペプチドであるdnaJP1は、RA（関節リウマチ）患者に重篤な副作用なしに治療効果をもたらした。これらの結果から、DAMPは、がんや自己免疫疾患をはじめとする、さまざまなヒト疾患の治療標的として有用であると考えられる。
2. 最近の研究では、DAMPが腎臓損傷時の再上皮化を引き起こし、上皮間葉系への転換に寄与し、潜在的には筋線維芽細胞の分化と増殖に寄与することが明らかになった。したがって、これらの発見は、DAMPが免疫損傷だけでなく、腎臓の再生と瘢痕化を促進することを示唆している。たとえば、TLR2-アゴニスティックDAMPは、腎前駆細胞を活性化し、損傷した尿細管の上皮欠損を再生する。また、TLR4-アゴニスティックDAMPは腎樹状細胞にIL-22を放出させ、急性腎障害（AKI）の尿細管再上皮化を促進する。最後に、DAMPはまたNLRP3を誘導することで腎線維症も促進し、これはTGF-β受容体シグナル伝達も促進する。

## 推薦文献
- Kaczmarek A, Vandenabeele P, Krysko DV (February 2013). “Necroptosis: the release of damage-associated molecular patterns and its physiological relevance”. Immunity 38 (2):  209–23. doi:10.1016/j.immuni.2013.02.003. PMID 23438821.
- Krysko DV, Garg AD, Kaczmarek A, Krysko O, Agostinis P, Vandenabeele P (December 2012). “Immunogenic cell death and DAMPs in cancer therapy”. Nature Reviews. Cancer 12 (12):  860–75. doi:10.1038/nrc3380. PMID 23151605.
- Garg AD, Nowis D, Golab J, Vandenabeele P, Krysko DV, Agostinis P (January 2010). “Immunogenic cell death, DAMPs and anticancer therapeutics: an emerging amalgamation”. Biochimica et Biophysica Acta (BBA) - Reviews on Cancer 1805 (1):  53–71. doi:10.1016/j.bbcan.2009.08.003. PMID 19720113.
- Garg AD, Krysko DV, Vandenabeele P, Agostinis P (May 2011). “DAMPs and PDT-mediated photo-oxidative stress: exploring the unknown”. Photochemical & Photobiological Sciences 10 (5):  670–80. doi:10.1039/C0PP00294A. hdl:1854/LU-1224416. PMID 21258717.
- Krysko DV, Agostinis P, Krysko O, Garg AD, Bachert C, Lambrecht BN, Vandenabeele P (April 2011). “Emerging role of damage-associated molecular patterns derived from mitochondria in inflammation”. Trends in Immunology 32 (4):  157–64. doi:10.1016/j.it.2011.01.005. PMID 21334975.
- Damage Associated Molecular Pattern Molecules Group at University of Pittsburgh
- Lotze MT, Deisseroth A, Rubartelli A (July 2007). “Damage associated molecular pattern molecules”. Clinical Immunology 124 (1):  1–4. doi:10.1016/j.clim.2007.02.006. PMC 2000827. PMID 17468050.
- Lotze MT, Tracey KJ (April 2005). “High-mobility group box 1 protein (HMGB1): nuclear weapon in the immune arsenal”. Nature Reviews. Immunology 5 (4):  331–42. doi:10.1038/nri1594. PMID 15803152.
- Maverakis E, Kim K, Shimoda M, Gershwin ME, Patel F, Wilken R, Raychaudhuri S, Ruhaak LR, Lebrilla CB (February 2015). “Glycans in the immune system and The Altered Glycan Theory of Autoimmunity: a critical review”. Journal of Autoimmunity 57:  1–13. doi:10.1016/j.jaut.2014.12.002. PMC 4340844. PMID 25578468.